# Тотиги Грин Стэдиум
«Тотиги Грин Стэдиум» (яп. 栃木県グリーンスタジアム) — стадион, расположенный в городе Уцуномия, префектура Тотиги, Япония. Является домашней ареной клуба Джей-лиги «Тотиги». Стадион вмещает 18 025 зрителей и был построен в 1993 году.

## История
Стадион был открыт и построен в 1993 году. В 2009 и 2012 годах он был реконструирован, чтобы соответствовать требованиям к стадионам Джей-лиги. С этого времени клуб «Тотиги» стал постоянно проводить свои домашние матчи на нём.
Кроме футбольных матчей на стадионе проводятся матчи чемпионата Японии по регби.

## Транспорт
- Тохоку-синкансэн, Линия Уцуномия и Линия Никко: пересадка на автобус и 7-15 минут пешком от автобусных остановок.